# Yangtze Delta
De Yangtze Delta of Yangtze Delta Economische Zone (voorheen Shanghai Economische Zone) (Chinees: 长江三角洲) is een economische zone en megalopool in China, waar de Yangtze Rivier uitmondt in de Oost-Chinese Zee. Het dichtbevolkte gebied is de belangrijkste economische zone van China. In 2024 had de Yangtze Delta Zone een BBP van ongeveer 4,7 biljoen dollar, een grotere economische omvang dan dat van landen als  Duitsland, India, Japan en het Verenigd Koninkrijk.

## Megalopool
Bij de volkstelling van 2020 had de Yangtze Delta Zone ruim 235 miljoenen inwoners. Hiermee wordt het gezien als de grootste megalopool of megalopolis ter wereld. De megalopool heeft veel grote steden welke op geringe afstand van elkaar liggen. Er zijn 35 steden met meer dan een miljoen inwoners, de grootste steden zijn Shànghăi, Hángzhōu, Nánjīng, Sùzhōu en Héféi.

## Economische Zone
In 1982 richtte de Chinese overheid de Shanghai Economische Zone op. Naast Shànghăi werden vier steden in de provincie Jiāngsū (Sùzhōu, Wúxī, Chángzhōu, Nántōng) en vijf steden in de provincie Zhèjiāng (Hángzhōu, Jiāxīng, Shàoxīng, Húzhōu, Níngbō) opgenomen. In 1992 werden de steden Nánjīng, Zhènjiāng en Yángzhōu in Jiāngsū en Zhōushān in Zhèjiāng aan de zone toegevoegd.
In 1997 werd de naam veranderd in de Yangtze Delta Economische Zone en traden ook de steden Táizhōu in Jiāngsū en Táizhōu in Zhèjiāng toe. In 2003 werd de zone nog verder uitgebreid met zes steden: Yánchéng en Huái'ān in Jiāngsū, Jīnhuá en Qúzhōu in Zhèjiāng en Mǎ'ānshān en Héféi in de provincie Ānhuī. In 2019 werd de zone uitgebreid en gedefinieerd als de gehele provincies Ānhuī, Jiāngsū, Zhèjiāng en Shànghăi. Hierdoor werden grote steden zoals Wēnzhōu, Xúzhōu, Bèngbù en Wúhú ook aan de economische zone toegevoegd.

## Steden
Lijst van grootse steden (agglomeraties) in de Yangtze Delta, inclusief de grote voorsteden.
| Stad        | Provincie | Inwoners (2025) | Voorsteden                                                  | Beeld |
| ----------- | --------- | --------------- | ----------------------------------------------------------- | ----- |
| Shànghǎi    | Shànghǎi  | 41.600.000      | incl. Changshu, Changzhou, Kunshan, Suzhou, Taicang en Wuxi |       |
| Hángzhōu    | Zhèjiāng  | 14.600.000      | incl. Shaoxing                                              |       |
| Nanjing     | Jiāngsū   | 9.500.000       | incl. Ma'anshan                                             |       |
| Héféi       | Ānhuī     | 8.200.000       | incl. Feidong en Feixi                                      |       |
| Níngbō      | Zhèjiāng  | 7.600.000       | incl. Cixi, Fenghua en Yuyao                                |       |
| Wēnzhōu     | Zhèjiāng  | 7.000.000       | incl. Cangnan, Pingyang, Rui'an en Yueqing                  |       |
| Nántōng     | Jiāngsū   | 3.475.000       |                                                             |       |
| Jiāngyīn    | Jiāngsū   | 3.200.000       | incl. Zhangjiagang                                          |       |
| Xúzhōu      | Jiāngsū   | 3.150.000       |                                                             |       |
| Yìwū        | Zhèjiāng  | 2.700.000       | incl. Dōngyáng                                              |       |
| Tāizhōu     | Zhèjiāng  | 2.625.000       | incl. Wēnlǐng                                               |       |
| Yángzhōu    | Jiāngsū   | 2.300.000       |                                                             |       |
| Jiāxīng     | Zhèjiāng  | 2.275.000       |                                                             |       |
| Bèngbù      | Ānhuī     | 2.000.000       |                                                             |       |
| Huái'ān     | Jiāngsū   | 1.940.000       |                                                             |       |
| Huáinán     | Ānhuī     | 1.880.000       |                                                             |       |
| Wúhú        | Ānhuī     | 1.850.000       |                                                             |       |
| Húzhōu      | Zhèjiāng  | 1.750.000       |                                                             |       |
| Jīnhuá      | Zhèjiāng  | 1.590.000       |                                                             |       |
| Tàizhōu     | Jiāngsū   | 1.490.000       |                                                             |       |
| Yánchéng    | Jiāngsū   | 1.460.000       |                                                             |       |
| Fǔyáng      | Ānhuī     | 1.410.000       |                                                             |       |
| Huáiběi     | Ānhuī     | 1.330.000       |                                                             |       |
| Lù'ān       | Ānhuī     | 1.300.000       |                                                             |       |
| Sùqiān      | Jiāngsū   | 1.230.000       |                                                             |       |
| Zhènjiāng   | Jiāngsū   | 1.210.000       |                                                             |       |
| Liányúngǎng | Jiāngsū   | 1.150.000       |                                                             |       |
| Shùyáng     | Jiāngsū   | 1.120.000       |                                                             |       |
| Chúzhōu     | Ānhuī     | 1.070.000       |                                                             |       |
| Yǒngkāng    | Zhèjiāng  | 1.110.000       |                                                             |       |
| Sùzhōu      | Ānhuī     | 1.010.000       |                                                             |       |
| Yíxīng      | Jiāngsū   | 890.000         |                                                             |       |
| Pīzhōu      | Jiāngsū   | 850.000         |                                                             |       |
| Dānyáng     | Jiāngsū   | 795.000         |                                                             |       |
| Mǎ'ānshān   | Ānhuī     | 785.000         |                                                             |       |
| Zhūjì       | Zhèjiāng  | 765.000         |                                                             |       |
| Rúgāo       | Jiāngsū   | 760.000         |                                                             |       |
| Hǎiníng     | Zhèjiāng  | 755.000         |                                                             |       |
| Bózhōu      | Ānhuī     | 750.000         |                                                             |       |
| Ānqìng      | Ānhuī     | 730.000         |                                                             |       |